# Луп II (герцог Васконии)
Луп II (баск. Otsoa, фр. Loup, лат. Lupus, гаск. Lop, исп. Lobo, Lope; ум. ок. 778) — герцог Васконии с ок. 768.

## Происхождение
Точное происхождение его не установлено. Существуют разные генеалогические реконструкции его происхождения, основанные как на Хартии Алаона, в достоверности которой сейчас большинство историков сомневаются, так и на других свидетельствах (в том числе и ономастических). Согласно им, Луп происходил из династии, основанной Лупом I, герцогом Аквитании и Васконии, однако достоверного подтверждения этому не существует.
Согласно Хартии Алаона, отцом Лупа II был Вайфар, герцог Аквитании, убитый франкским королем Пипином Коротким. "Луп II, наиболее злой изо всех злых людей, наиболее вероломный изо всех смертных, Волк по своим делам, как и по имени, скорее вор, чем герцог, следуя преступными стопами Вайфара, своего коварного отца, и отступника Гюнольда, своего деда, захватил Гасконь по праву, как он говорил, своей матери Адель, дочери нашего верного герцога Лупа", - говорится в Хартии Алаона. Впрочем, согласно гипотезе одного из ученых нового времени, отцом Лупа II является  Гаттон, один из сыновей принцепса Аквитании Эда Великого, который в 744 году в результате борьбы с братом был ослеплён. Однако других документальных подтверждений этой версии не существует. Есть версия и о том, что Луп был сыном самого Эда, но эта версия менее вероятна по хронологическим соображениям. Существует также версия о баскском происхождении Лупа.

## Биография
Дата начала правления Лупа неизвестна. Коллинз считает, что правителем Васконии назначил его король франков Пипин Короткий после подчинения Аквитании в 768 году. Но впервые в источниках Луп появляется в 769 году, когда к нему бежал восставший против короля франков Карла Великого герцог Аквитании Гунальд II. Однако Луп, не желая воевать с франками, выдал им Гунальда вместе с женой и признал над собой верховную власть короля. В обмен Карл признал за Лупом Васконию. При этом Астроном называет Лупа принцепсом.
Точные границы владений Лупа неизвестны. Существует гипотеза, что под управлением Лупа находилась также Аквитания, но это маловероятно. Северная граница его владений скорее всего проходила по реке Гаронна. Вне его владений находилось Бордо, где в это время был свой граф, назначенный королём. Неизвестно, входили ли в его владения земли басков за Пиренеями. Возможно они признавали сюзеренитет Карла. Это мнение основано на том, что Эйнхард, рассказывая об испанском походе Карла в 778 году, говорит о предательстве (perfidia) басков. Поэтому некоторые историки считают, что баски подчинялись Лупу, однако никаких доказательств этому нет. Также существует гипотеза, что Луп участвовал в нападении басков на арьергард армии Карла Великого в Ронсевальском ущелье.
Согласно исследованиям Коллинза, Луп умер в 778 году, но встречаются и другие даты смерти Монлезён приводит рассказ, основанный на «Хартии Алаона», по которому Карл Великий, разъярённый предательством басков, выместил гнев на Лупе, схватив его и приказав казнить.
Владения Лупа после его смерти были разделены. Восточная Васкония досталась Саншу I, а западная, включая Нижнюю Наварру, Беарн и Бигорр — Адальрику. А в некоторые земли Карл отобрал и назначил в них отдельных графов.

## Брак и дети
В документах не сообщается ничего о семье Лупа. Однако на основании ономастических данных реконструирована генеалогия рода Лупа. Его сыновьями считаются:
- Санш (Санчо) I Луп (ум. ок. (812), герцог Васконии с ок. 778
- Сегин (Семен) I Луп (ум. после 816), граф Бордо с ок. 781, герцог Васконии 812—816
- Сантюль Луп
- (?) Гарсия (Гарсанд) Луп (ум. 819)[15]
- (?) Адальрик[16] (ум. до 801), герцог Западной Васконии с ок. 778